# Adrián Luna
Adrián Nicolás Luna Retamar (Tacuarembó, 12 aprile 1992) è un calciatore uruguaiano, centrocampista o attaccante dei Kerala Blasters.

## Carriera

### Club
Ha iniziato la sua carriera da calciatore professionista nel 2010 al Defensor Sporting, per poi essere acquistato nel 2011 all'Espanyol ed essere girato subito in prestito al Gimnàstic.

### Nazionale
Nel 2011 viene convocato nell'Under-20 per prendere parte al campionato mondiale di calcio Under-20.

## Statistiche

### Presenze e reti nei club
| Stagione               | Squadra                | Campionato             | Campionato | Campionato | Coppe nazionali | Coppe nazionali | Coppe nazionali | Coppe continentali | Coppe continentali | Coppe continentali | Altre coppe | Altre coppe | Altre coppe | Totale | Totale |
| Stagione               | Squadra                | Comp                   | Pres       | Reti       | Comp            | Pres            | Reti            | Comp               | Pres               | Reti               | Comp        | Pres        | Reti        | Pres   | Reti   |
| ---------------------- | ---------------------- | ---------------------- | ---------- | ---------- | --------------- | --------------- | --------------- | ------------------ | ------------------ | ------------------ | ----------- | ----------- | ----------- | ------ | ------ |
| 2021-2022              | Kerala Blasters        | ISL                    | 20+3       | 5+1        | -               | -               | -               | -                  | -                  | -                  | DC          | 2           | 1           | 25     | 7      |
| 2022-2023              | Kerala Blasters        | ISL                    | 19+1       | 4          | SC              | -               | -               | -                  | -                  | -                  | DC          | -           | -           | 20     | 4      |
| 2023-2024              | Kerala Blasters        | ISL                    | 9+1        | 3          | SC              | 0               | 0               | -                  | -                  | -                  | DC          | 2           | 1           | 12     | 4      |
| 2024-2025              | Kerala Blasters        | ISL                    | 22         | 0          | SC              | 1               | 0               | -                  | -                  | -                  | DC          | 4           | 0           | 27     | 0      |
| Totale Kerala Blasters | Totale Kerala Blasters | Totale Kerala Blasters | 75         | 13         |                 | 1               | 0               |                    | -                  | -                  |             | 8           | 2           | 84     | 15     |
| Totale carriera        | Totale carriera        | Totale carriera        | 75         | 13         |                 | 1               | 0               |                    | -                  | -                  |             | 8           | 2           | 84     | 15     |

## Palmarès

### Competizioni nazionali
- Premier's Plate: 1

Melbourne City: 2020-2021
- Campionato australiano: 1

Melbourne City: 2020-2021